# Valcourt (Haute-Marne)
Valcourt é uma comuna francesa na região administrativa de Grande Leste, no departamento de Haute-Marne. Estende-se por uma área de 3,77 km². Em 2010 a comuna tinha 634 habitantes (densidade: 168,2 hab./km²).